# 깡패
깡패는 폭력을 쓰면서 행패를 부리고 못된 짓을 일삼는 무리를 속되게 이르는 말이다. 

## 어원
두 가지 설이 있다.
- 6.25 전쟁으로 미국에서 통조림이 한국에 들어와 빈 통을 거지가 들고 다니면서 동냥을 하게 되었는데, 이 캔(영어: can)에 통을 붙여 깡통이라 하고, 못된 짓을 하는 ‘거지의 패거리’를 깡패라고 부르게 되었다고 한다.[1]
- 폭력배를 영어로 갱(영어: gang)이라고 하는데, 이 말이 한국에 들어와 패거리의 패를 붙여 깡패로 부르게 되었다고 한다.[1]

1953년에서 1956년 시기의 문헌에서 이미 불량배나 폭력배의 의미로 널리 쓰였으며, 1957년 장충단집회 방해사건 때 언론에 크게 부각되었다.

## 역사
1945년 8월에 대한민국이 광복을 맞이하자 김두한, 이정재 등의 여러 깡패 두목들이 각자 자신들의 근거지를 거점으로 삼아 군웅할거를 하였다.
이정재는 형사일과 깡패일을 병행하면서 친분이 있는 곽영주와 같이 정계에 유착했고, 친분있는 임화수가 영화제작자를 겸하였으며, 이들은 이른바 정치깡패로 활동했다.
한국전쟁에서 소대장으로 참전한 바 있는 갑종장교 출신의 유지광도 이정재와 뜻을 같이했으나, 박정희가 1961년에 5.16 군사정변을 일으켜 집권하자, 일부를 제외한 깡패들이 죄다 형장의 이슬로 사라졌으며, 그 이후 깡패들의 규모는 크게 축소되었다.
김두한은 백색깡패로 활약하면서 좌익 배우인 심영을 습격하기도 하는 등 백색 테러를 전담했다.
그나마 김두한도 국회의원이 되면서 깡패를 그만두게 되어 대한민국의 깡패의 규모는 더욱 축소된 이후, 깡패들은 살아남기 위해 정치 활동도 했는데, 특히 김태촌은 이철승의 사주를 받아, 당시 국회의원이었던 김영삼을 공격하기도 했으며, 이에 김영삼은 창문으로 뛰어내려 도망쳐야만 했다. 전두환의 뒤를 이어 대통령이 된 노태우는, '범죄와의 전쟁'을 단행하여, 역시 많은 깡패들이 소탕되었다.

### 김영삼 대통령의 약속
영화 《보스》가 유명하던 무렵에 1996년 7월 24일자 광주일보 3면 아래에 「대통령께 올리는 탄원서」라는 제목으로 5단 광고가 실렸고, 김영삼 대통령의 지시로 그 지역에서는 '범죄와의 전쟁'때보다도 많은 폭력배가 소탕되었다.

### 성매매 수출국
국내에서 감금되다시피 성매매를 하다가 해외까지 끌려가 감금 생활 비슷한 성매매를 당했던 여성도 존재하였다. 제도적으로 보호받는 미국과 일본의 집장촌 여성들과 달리, 국내에 집장촌 여성들이 집장촌을 순찰하는 경찰들을 깡패 뒤를 봐주는 것으로 생각하며 깡패처럼 무서워 한다고 한다.

### 신청량리파 위조 공증 계약서
가장 최근에 언론의 조명을 받은 경우로는 청량리588 재개발 신청량리파와 관련한 MBC PD수첩의 2019년 7월 2일 방송이 있다. 청량리 제4구역 도시환경정비사업 추진위원회는 계획에서 이주보상금 27억원을 책정하여 여성종사자들도 한 사람당 1,000만원 정도 집행하는 결로 예산이 세웠는데, 여성 종사자 중에 보상금 단돈 10만원도 받아서 나간 사람이 단 한 명도 없다고 한다. 위조 공증 계약서를 이용하여 종사자들이 아닌 신청량리파 조직원들로 이주보상금이 전해진 것이다.

## 같이 보기
- 조직범죄
- 칠성파
- 삼합회
- 죽련방(UBG)
- 야쿠자
- 관동연합
- 차오포(en:Chao pho, 태국마피아)